# Hellfire: A Journey from Hiroshima
Pour plus de détails, voir Fiche technique et Distribution.
Hellfire: A Journey from Hiroshima est un documentaire américain de 1986 réalisé par John Junkerman nommé pour un Oscar dans la catégorie du meilleur film documentaire.